# Torre Materita
Torre Materita je srednjovjekovna kula u općini Anacapri, na otoku Capri, u južnoj Italiji. Nalazi na cesti od grada Anacapri, koja vodi do svjetionika u Punta Careni. Datira s kraja 16. stoljeća, a u 20. stoljeću je obnovljena i korištena kao vila.  

## Povijest
Godine 1563., nakon što su razni turski upadi opustošili otok i spalili samostan, redovnici Certosa di San Giacomo odlučili su sagraditi dvije obrambene kule, jednu za samostan, a drugu za svoja obrambena područja u Materiti. Onaj koji je branio samostan srušio se 1808. Drugu je 1902. kupio švedski liječnik i pisac Axel Munthe koji je ondje živio nakon što ju je obnovio od 1908. do 1943.; preselio se tamo zbog bolesti oka jer je njegov prethodni dom, Vila San Michele, bio presvijetao i neprikladan. Ovdje je napisao Priču o svetom Mihovilu. Početkom 2000-ih obnovili su ga novi vlasnici.